# Francis Osborne, 5. vévoda z Leedsu
Francis Godolphin Osborne, 5. vévoda z Leedsu (Francis Osborne, 5th Duke of Leeds, 5th Marquess of Carmarthen, 5th Earl of Danby, 5th Viscount Osborne and Latimer, 1st Baron Osborne of Kiveton) (29. ledna 1751, Londýn, Anglie – 31. ledna 1799, Londýn, Anglie) byl britský státník, diplomat a dvořan. Od mládí zastával řadu čestných funkcí, působil u dvora a později byl britským ministrem zahraničí (1783–1791). Dědicem titulu vévody se stal v roce 1789, poté získal Podvazkový řád.

## Kariéra
Pocházel z významného šlechtického rodu Osbornů, byl druhorozeným synem dvořana 4. vévody z Leedsu, po matce Mary Godolphin (1714–1764), dceři 2. hraběte Godolphina, byl spoludědicem majetku jejího rodu. Dědicem titulů se stal po smrti předčasně zemřelého bratra Thomase (1747–1761). Studoval ve Westminsteru a Oxfordu, v letech 1774–1775 byl krátce členem Dolní sněmovny, v roce 1776 byl jako baron Osborne povolán do Sněmovny lordů, zároveň jako otcův dědic vystupoval pod jménem markýz z Carmarthenu, v politice patřil k toryům. Krátce byl královským komořím (1776–1777), v letech 1777–1780 byl nejvyšším komořím královny Charlotty, v letech 1778–1780 lordem-místodržitelem v hrabství York, od roku 1778 byl též členem Tajné rady. Kvůli opozici proti vládě lorda Northa byl v roce 1780 zbaven úřadů, po Northově pádu se stal znovu místodržitelem v hrabství York (1782–1799) a v roce 1782 byl vyslancem v Paříži. V Pittově vládě byl ministrem zahraničí (1783–1791), v letech 1784–1786 byl též členem výboru Tajné rady pro obchod a kolonie. Jako ministr zahraničí zaujal nepřátelský postoj proti nově vzniklým Spojeným státům americkým, což poškodilo britsko-americké vztahy. V letech 1789–1790 byl mluvčím toryů ve Sněmovně lordů. Vládu musel opustit v dubnu 1791 poté, co Pitt odmítl jeho protiruskou politiku. Mimoto byl guvernérem na souostroví Scilly (1785–1795; tento úřad byl součástí dědictví po rodu Godolphinů). Titul vévody zdědil po otci v roce 1789, o rok později získal Podvazkový řád.

## Rodina

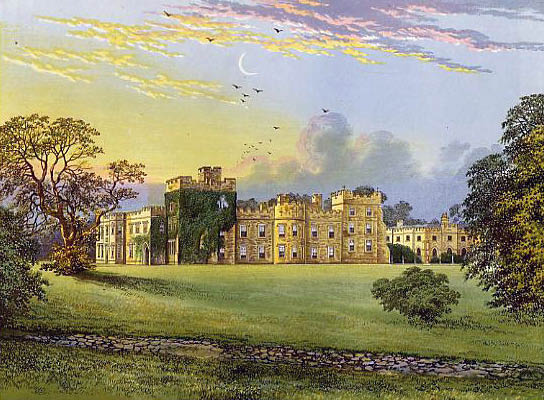
Zámek Hornby Castle (Yorkshire)

V roce 1773 se oženil s Amelií Darcy (1754–1784), dcerou ministra zahraničí 4. hraběte z Holdernessu a dědičkou starobylých titulů Conyers a Darcy de Knayth. Součástí dědictví bylo také starobylé sídlo Hornby Castle (Yorkshire), kde vévoda z Leedsu soustředil bohaté umělecké sbírky. Rozvedli se v roce 1779 a podruhé se Francis oženil v roce 1788 s Catherine Anguish (1764–1837), která byla v letech 1830–1837 nejvyšší hofmistryní královny Adelaidy. Z prvního manželství pocházely tři děti, starší syn George Osborne (1775–1838) byl šestým vévodou z Leedsu, mladší syn Francis Osborne (1777–1850) byl dlouholetým členem Dolní sněmovny a na základě spříznění s vymřelým rodem Godolphinů získal titul barona Godolphina (1832) s členstvím ve Sněmovně lordů. Dcera Mary Henrietta (1776–1862) byla manželkou státníka 2. hraběte z Chichesteru.